# Parque provincial El Tromen
El Parque Provincial El Tromen es  un humedal altoandino ubicado en los departamentos de Chos Malal y Pehuenches de la provincia del Neuquén, Argentina.
Fue creado el 15 de octubre de 1971 por decreto provincial n.º 1954 y declarado sitio Ramsar el 2 de febrero de 2006 (Día Mundial de los Humedales), el número 1626 en el mundo y el décimo quinto en Argentina. Tiene una superficie de 30 000 ha -que abarca la laguna Tromen y el volcán Tromen- con una rica biodiversidad que incluye un endemismo estricto, la lagartija Liolaemus punmahuida.

## Valor natural
Hay tres regiones biogeográficas: las estepas arbustivas del monte, en las que predominan las jarillas hembra, macho y crespa, y algunas isletas de chañar en el noreste; las estepas patagónicas con arbustos bajos y espinosos y presencia de coirón y gramíneas como poa, stipa y festuca; y las estepas altoandinas, con herbáceas y arbustivas bajas.
Fauna
El área protegida es el hábitat de algunos mamíferos entre los que se encuentran el amenazado tuco tuco, chinchillones, vizcachas, maras, mulitas y zorros colorados.
-Aves: Se han registrado por lo menos 26 especies de aves acuáticas y migratorias en la zona, entre ellas, una importante colonia de gaviota andina; gallaretas ligas rojas, escudete rojo y ala blanca; variedad de patos: colorado, overo, zambullidor, crestón y de anteojos, pico cuchara, maicero, barcino; flamenco austral y cisne de cuello negro. También se encuentran especies de cachirla común, jilguero grande, canastero pálido, gaucho serrano (Agriornis montana), jilguero grande, cabecita negra andino, y el choique, especie que se encuentra reducida en número tanto en Neuquén como en toda la Argentina.

## Valor cultural
Se identificaron diez yacimientos arqueológicos con restos de objetos utilizados por aborígenes, cinco de los cuales están alrededor de la laguna de Los Barros, cuatro cercanos a la laguna Tromen y uno en las laderas del Cerro Wayle.